# Içara (kommun)
Içara är en kommun i Brasilien.   Den ligger i delstaten Santa Catarina, i den södra delen av landet, 1 400 km söder om huvudstaden Brasília. Antalet invånare är 58 859.
Följande samhällen finns i Içara:
- Içara

Omgivningarna runt Içara är en mosaik av jordbruksmark och naturlig växtlighet.